# Маніккавашакар
Маніккавашакар (*மாணிக்கவாசகர, IX ст.) — тамільський поет та державний службовець часів розквіту держави Пандья.

## Життєпис
Походив з брамінської родини шиваїстського ухилу. Зумів проявити себе у військовій справі. Магараджа Варангуна-варман II призначив його міністром, після справи із закупівлею коней. Маніккавашакар замість коней витратив гроші на зведення храму, присвяченого Шиві. За легендою, спочатку магарджа кинув майбутнього поета за ґрати, але незабаром дістав просвітлення й відпустив його, ставши наслідувачем шиваїзму.

## Творчість
Є автором поеми «Тірувашагам» («Святий вислів»). Це величезний і складний твір є вершиною поезії всього комплексу шиваїстського бгакті. Масштабність шиваїських ідей, яскравість образів, надзвичайна розмаїтість поетичних форм (помітно пристрасть до фольклорних жанрів), висока поетична майстерність — все це мало великий вплив на подальшу культуру тамілів.
У 51 частині поеми простежуються найтонші душевні рухи поета, охопленого то коливаннями і сумнівами, томлінням і розслабленням духу, то бурхливою радістю, надією, любов'ю і захопленням долучення до Шиви. Сам Шива як об'єкт богопочитания постає в поемі з усіма своїми міфологічними атрибутами, однак нерідко він трактується автором як вселенський початок, абстрактний і універсальний. Гімни набувають філософського характера, що знаменує початок філософської традиції в руслі шиваїської релігії.